# Eriniá
Eriniá (grec moderne : Ερηνιά) ou Rínia (grec moderne : Ρήνεια) est une petite île inhabitée de l’archipel des îles Sporades, en Grèce. Elle est située au sud-ouest de Skyros, entre Valaxa à l'est et Skyropoula à l'ouest.